# 史密斯威森M629競爭者型左輪手槍
史密斯威森M629競爭者型（英語：Smith & Wesson Model 629 Competitor）是一款由美国槍械公司史密斯威森旗下的性能中心以史密斯威森M629（史密斯威森M29的不鏽鋼底把版本）為藍本研製及生產的6發式“N型底把”雙動操作式競賽用途左輪手槍，發射火力強大的.44 Remington Magnum雷明登馬格南或火力相對較弱的.44 S&W特種彈這二種.44口徑的手枪子彈。

## 概述
史密夫威信M629競爭者型左輪手槍裝有一根重型枪管，槍管底部的全尺寸型凸桿採用可調節重量的設計，藉由調節凸桿以內的配重環數量以改善重量、重心和槍口上揚。整把左輪手槍是以不鏽鋼底把製成，裝有鍍鉻擊錘、鍍鉻扳機（連後部扳機阻）和經由史密斯威森性能中心調整的槍機。它亦配備了一個防滑合成物料手槍握把以便緊握。槍管頂部亦整合了三個瞄準鏡凹槽接口以便安裝日間／夜間光学瞄准镜、紅點鏡／反射式瞄準鏡、全息瞄準鏡、棱鏡式瞄準鏡、夜視鏡或熱成像儀（可拆卸）。

## 流行文化

### 电影
- 2003年—：由三K党成員在劫持馬奎斯·巴涅特時所使用。
- 2011年—：由美國外交安全部門探員賀斯·哈柏（Luke Hobbs，飾演）用作佩槍（英语：Side arm）。
- 2011年—：由嘉德麗雅的叔叔艾米留·雷斯特雷波（Emilio Restrepo，克里夫·柯蒂斯飾演）所使用。
- 2013年—：由美國外交安全部門探員賀斯·哈柏（Luke Hobbs，飾演）用作佩槍（英语：Side arm）。
- 2014年—
- 2015年—：由美國外交安全部門探員賀斯·哈柏（Luke Hobbs，飾演）用作佩槍（英语：Side arm）。

### 电視劇
- 2000年—《螢火蟲》
- 2005年—：自2009年3月18日第4季第18集（播出順序為第83集）“雜食動物”（英語：Omnivore）開始，由連環殺手喬治·科耶／“波士頓死神”（George Foyet／'The Boston Reaper'，C·托马斯·豪威尔飾演）所使用。

### 動漫
- 2010年—《玩伴貓耳娘》：由JACK（ジャック，聲優：門田幸子，本名：珍妮絲・亞雷克特茲・卡洛提納斯・卡瑞納特）所使用。

## 資料來源
- （英文）—Manfacturer: Smith & Wesson（页面存档备份，存于）—Model 629 Competitor 6" Weighted Barrel

## 外部連結
- （英文）—Impact Guns—Smith & Wesson Model 629 Competitor 44 Mag, Weighted, Performance Center, Limited Production（页面存档备份，存于）
- （英文）—Slickguns—Smith & Wesson Model 629 Competitor 6" Weighted Barrel 6RD Stainless Revolver
- （英文）—Gander Mountain—Smith Wesson Model 629 Competitor Handgun[永久]
- （英文）—Hinterland Outfitters.com—Smith & Wesson Model 629 Competitor Revolver 170320, 44 Remington Mag, 6 in Weighted BBL, Hogue Grip, Stainless Finish, Adj Sights, 6 Rds（页面存档备份，存于）
- （英文）—GunGunsGuns.net—Smith & Wesson Model 629 Competitor（页面存档备份，存于）
- （英文）—Day At The Range—S&W 629 Competitor Range Review（页面存档备份，存于）
- （英文）—Specs and Features—Smith & Wesson 629 Competitor 6" Weighted Barrel Revolver[永久]
- （英文）—GunsAmerica—Smith Wesson 629 COMPETITOR 44Mag（页面存档备份，存于）